# Long Island Music Hall of Fame
La Long Island Music Hall of Fame è un'organizzazione localizzata a Lake Grove, nella Contea di Suffolk nello stato di New York. Attualmente funge da museo nello stato di New York; i piani di espansioni includono un museo della storia della musica della Long Island, un centro di risorse multimediali, una struttura scolastica, e servira anche come locazione per esibizioni musicali.

## Patrimonio musicale della Long Island
La Hall of Fame consegna il "Long Island Sound Award" agli artisti musicali che hanno contribuito al "patrimonio musicale della Long Island" ("Long Island's musical heritage"), e tenne il suo primo galà il 15 ottobre 2006 presso il teatro comunale di Patchogue..

## Ingressi nel 2006
- Mose Allison
- Sam Ash
- Tony Bennett
- Gary U.S. Bonds
- Harry Chapin
- George M. Cohan
- John Coltrane
- Perry Como
- James (Jimmy) D'Aquisto
- George Gershwin
- Richie Havens
- Joan Jett
- Billy Joel
- Cyndi Lauper
- Little Anthony and The Imperials
- Long Island Philharmonic
- Edward Forehand
- Johnny Maestro & The Brooklyn Bridge
- Marian McPartland
- George "Shadow" Morton
- Run DMC
- Neil Sedaka
- Gene Simmons
- Paul Stanley
- Peter Criss
- Stray Cats
- Stony Brook University
- Sam Taylor
- Twisted Sister
- Vanilla Fudge
- Leslie West

## Ingressi nel 2008
- Louis Armstrong
- Count Basie
- Walter Becker
- Pat Benatar
- Blue Öyster Cult
- Bob Buchmann
- Mariah Carey
- Aaron Copland
- Neil Diamond
- The Good Rats
- Arlo Guthrie
- Marvin Hamlisch
- Carole King
- Guy Lombardo
- Eddie Money
- Public Enemy
- Ramones
- Jean Ritchie
- Beverly Sills
- Simon & Garfunkel
- Barbra Streisand
- The Tokens
- Kenny Vance

## Ingressi nel 2010
- Dream Theater